# Kiriši
Kiriši (in russo Кириши?) è una città della Russia, che si trova nell'Oblast' di Leningrado, a circa 115 chilometri a sud est di San Pietroburgo, sulla riva destra del fiume Volchov, quasi al confine con l'Oblast' di Novgorod.
La località ha ottenuto lo status di città nel 1956 ed attualmente è il capoluogo del Kirišskij rajon.